# Amtsgericht Brackenheim
Das Amtsgericht Brackenheim ist ein Amtsgericht in Baden-Württemberg. Es gehört zum Bezirk des Landgerichts Heilbronn.
Es liegt in Brackenheim und ist für die Stadt Brackenheim mit den Teilorten Dürrenzimmern, Neipperg, Haberschlacht, Stockheim, Botenheim, Meimsheim und Hausen an der Zaber, die Stadt Güglingen mit den Teilorten Eibensbach und Frauenzimmern und die Gemeinden Cleebronn, Pfaffenhofen mit dem Teilort Weiler an der Zaber und die Gemeinde Zaberfeld mit den Teilorten Ochsenburg, Leonbronn und Michelbach am Heuchelberg zuständig. Damit leben im Gerichtsbezirk etwa 32.000 Menschen (Stand 31. Dezember 2018).
Das Gericht beschäftigt einen Richter und sieben Verwaltungsmitarbeiter.
Das Amtsgericht befand sich bis Februar 2019 im Gebäude des Schlosses Brackenheim. Seitdem befindet es sich in einem Neubau in der Maulbronner Straße 8.